# Gesta Regum Anglorum
I Gesta Regum Anglorum sono un’opera di carattere storiografico composta da Guglielmo di Malmesbury, divisa in 5 libri e dedicata alla regina Matilde di Scozia. Il testo presenta quattro versioni, ciascuna di esse a modo suo autoriale. La prima fu conclusa probabilmente nel 1126 e la definitiva nel 1135. Possediamo diversi stadi di composizione intermedi. L’ultima forma del lavoro si caratterizza per l’aggiunta della lettera di dedica all'amico Roberto di Gloucester e di una serie di spiegazioni storiche ricavate dai documenti dell'Abbazia di Glastonbury. Nonostante il focus della narrazione sia la storia della sua madrepatria, Guglielmo descrive minuziosamente anche gli avvenimenti principali dell'Impero Carolingio, della Francia e specie della Normandia. Analizza le relazioni tra i papi e gli imperatori dell’entroterra e racconta in modo esteso la Prima Crociata. Il gusto per le digressioni di Guglielmo si spiega in vario modo: prima di tutto esse forniscono lo sfondo necessario per comprendere gli eventi che si svolgono in Gran Bretagna, altre volte hanno un valore intrinseco per spiegare la storia europea che egli sta narrando e altre volte ancora sono inserite semplicemente per intrattenimento.

## Lo scopo dell'opera
Lo scopo principale di Guglielmo era quello di narrare le vicende accadute in Inghilterra dal punto in cui si interrompeva la Historia ecclesiastica gentis Anglorum di Beda il Venerabile fino all’anno d’inizio della Historia novorum in Anglia di Eadmero di Canterbury. Il testo copre il periodo 721-1066, che nessuno aveva mai descritto, come l’autore afferma nel prologo del primo libro. In esso vengono anche esposti i temi di ciascun volume: nel primo Guglielmo si occuperà dei regni che formano l’Inghilterra; nel secondo della conquista normanna; nei tre successivi dei re normanni, dedicando un libro a ciascuno. La conquista normanna segna il punto di cesura dell’opera, permettendoci di dividere il testo in due parti di egual ampiezza, formate rispettivamente dai libri I-II e III-IV-V.

## I temi
Nonostante il focus della narrazione sia la storia della sua madrepatria, Guglielmo descrive minuziosamente anche gli avvenimenti principali dell'Impero Carolingio, della Francia e specie della Normandia. Analizza le relazioni tra i papi e gli imperatori dell’entroterra, fornisce informazioni sulla vita di personaggi illustri per il suo paese e racconta in modo esteso la Prima Crociata.

## Sinossi
Prologus
Res Anglorum gestas, Beda, vir maxime doctus et minime superbus, ab adventu eorum in Britanniam usque ad suos dies piano et suavi sermone absolvit post eum non facile, ut arbitror, reperies qui historiis illius gentis Latina oratione texendis animus dedit.
Prologo
Beda, uomo coltissimo e per nulla superbo, ha narrato le gesta degli Angli dal loro arrivo in Britannia fino ai suoi giorni con uno stile chiaro e scorrevole, dopo di lui non è facile, ritengo, trovare chi abbia dedicato attenzione alla creazione di storie scritte in lingua latina di quelle genti. 
Nei libri primo e secondo l’impianto storiografico, con un’importante componente culturale, è costruito con grande rigore. L’autore mostra un’organizzazione efficace per quanto riguarda l'ordine in cui sceglie di narrare gli eventi e mantiene sempre una grande coerenza interna. I libri dal terzo al quinto mostrano un’impronta più biografica, caratterizzata dall’influenza delle Vite dei Cesari di Svetonio e dei Gesta Willelmi ducis Normannorum et regis Anglorum di Guglielmo di Poitiers. Guglielmo inserisce nel testo storie meravigliose - i mirabilia - e sente l’esigenza di dimostrare la veridicità dei racconti citando auctoritates che prima di lui li avevano inseriti all’interno delle loro opere. Diversi autori classici (Sallustio, Lucano, Ovidio, Virgilio), anche rari, trovano spazio nel lavoro. Virgilio in particolare viene da lui utilizzato più volte e molto spesso inserito in un contesto che possa essere paragonato a quello di partenza. Le citazioni da testi antichi sono anche il modo in cui l’autore evidenzia i parallelismi tra la società in cui vive e quella romana, dalla quale a parere di Guglielmo deriva direttamente il mondo del suo tempo. Il gusto per le digressioni di Guglielmo si spiega in vario modo: prima di tutto esse forniscono lo sfondo necessario per comprendere gli eventi che si svolgono in Gran Bretagna, altre volte hanno un valore intrinseco per spiegare la storia europea che egli sta narrando e altre volte ancora sono inserite semplicemente per intrattenimento.

### Libro I
Nel primo libro è narrata la storia dell’Inghilterra romana e della conquista inglese. In apertura è posta la storia dei quattro principali regni d’Inghilterra: il Kent, il Wessex, la Northumbria e la Mercia. Si prosegue narrando gli avvenimenti degli ultimi due territori creati, che sono anche i più potenti: l’Anglia Orientale e il Saxons Orientale. Conclude il volume con la sopravvivenza dei regni e dei vescovadi fino a quello di Egberto del Wessex.
Le digressioni all’interno di questo libro riguardano le origini dell’abbazia di Malmesbury, la storia arcaica di quella di Glastonbury, la personalità e la morte di Beda il Venerabile e il successo di Alcuino, per il quale l’autore nutre una grande ammirazione e di cui si occupa anche in altre opere.
La fonte principale del libro è Beda il Venerabile. Guglielmo ricava inoltre informazione storiche dalle lettere di Alcunio e da quelle di Bonifacio. Molto spesso Guglielmo si rifà alla Cronaca Anglosassone, che è alla base di tutti i volumi dell’opera.

### Libro II
Nel secondo libro Guglielmo espone la storia d’Inghilterra fino alla conquista normanna: in particolare analizza la gestione del regno e i risultati raggiunti da Alfredo il Grande e da Atelstano d’Inghilterra. Narra nel dettaglio i privilegi dell’abbazia di Glastonbury, i regni di Edgardo, di Earl Aethelred di Mercia, di Canuto il Grande e di Edoardo il Confessore.
Le digressioni analizzano il tardo impero carolingio, le origini e la storia arcaica della Normandia e in capitoli successivi anche quella più recente, i santi reali inglesi, le leggende Gerbertiane, la storia di Francia, la storia dell’imperatore Enrico II e la storia di Gregorio VI. Guglielmo espone il contenuto della Visio Karoli per poi passare alle storie di miracoli italiani, di miracoli provenienti dalla Germania e altre storie di miracoli, di cui due ambientate a Roma.
La fonte che possiamo identificare con massima chiarezza è la Cronaca Anglosassone.  Alcune parti del testo ci testimoniano l’utilizzo di un prosimetro per noi perduto che doveva narrare le vicende del regno di Atelstano d’Inghilterra. Probabilmente anche per quanto riguarda la vita di Edoardo il Confessore il testo da lui utilizzato era più ampio e completo di quello che noi possediamo oggi. Nella parte del lavoro che tratta la storia della Normandia la fonte principale divengono i Gesta Normannorum Ducum di Guglielmo di Jumièges. Non possiamo escludere che, da questo punto del testo in poi, parte dal materiale di Guglielmo provenisse da fonti orali (modalità di ottenere informazioni che non predilige, ma che riteneva necessaria nel caso in cui si trovo senza bibliografia scritta a disposizione).

### Libro III
Nel terzo libro espone la storia del regno di Guglielmo I, partendo con un'introduzione sul contesto storico normanno, sulla conquista dell’Inghilterra e sugli affari esteri del paese: in particolare l’esposizione si apre con la narrazione della situazione politica del continente, per poi spostarsi in Inghilterra, dove tratta nel dettaglio gli avvenimenti della conquista. Espone la vita privata del re e il suo carattere. Si concentra sui problemi della Chiesa Anglo-Normanna. Infine racconta dei figli del sovrano e della sua morte.
Le digressioni riguardano la storia del paese di Angiò, la casa reale danese, la Norvegia, Roberto il Guiscardo e la Normandia del sud, la disputa tra Canterbury e York, i miracoli avvenuti in Gran Bretagna, le leggende e storie legate a Gregorio VII, la storia di Maurilio di Rouen, Berengario di Tours, la lotta per le investiture, i miracoli relativi all'eucaristia, la tomba di re Artù, un miracolo in cui vediamo come i topi massacrino i peccatori e si accaniscono su di loro, Mariano Scoto e un miracolo avvenuto in Germania.
In questo libro non troviamo più la Cronaca Anglosassone come fonte primaria. Tra gli autori indicativi come fonte ricordiamo Eadmero di Canterbury, Guglielmo di Poitiers e Guglielmo di Jumièges. Un ruolo importante è rivestito anche da materiale agiografico e documenti ecclesiastici. Per la parte di testo in cui si narra la storia di Angiò Guglielmo deve avere utilizzato fonti ora perdute e essersi avvalso di un patrimonio orale. È interessante sottolineare quanto l’occhio di Guglielmo si mostri attento all’attualità anche nella narrazione di eventi passati.

### Libro IV
Nel quarto libro espone la storia del regno di Guglielmo II e alcuni eventi naturali accaduti al tempo di questo sovrano. Narra cataclismi avvenuti in Inghilterra e sul continente, concentrandosi poi anche sul pellegrinaggio dei cristiani a Gerusalemme. Il libro oltre a esporre la vita e la morte del re si chiude con il ritorno a casa del duca Roberto II di Normandia.
La storia della prima crociata è l’evento a cui viene dedicato più spazio - occupa 46 capitoli su 84 - e non si può escludere che l’autore avesse l’intenzione di realizzare una monografia, alla fine mai portata a compimento, in un momento successivo della sua vita. A prova di ciò in questa parte del testo viene inserita una invocazione a Dio, assente nell’introduzione generale all’opera.
Le digressioni riguardano i trasferimenti di sedi episcopali in Inghilterra, il funzionamento dell’Ordine Cistercense, Gozzelino di San Bertino, le crociate e i re che le hanno guidate e combattute. Larga parte è dedicata alla descrizioni delle città di Roma, Costantinopoli, Antiochia e Gerusalemme.
La fonte per la prima crociata è la Historia Hierosolymitana di Fulcherio di Chartres, ma il testo dei Gesta Regum assume un’autonomia narrativa dopo la conquista di Gerusalemme. Guglielmo è l’unico autore tra i primi cronisti delle crociate a riportare la notizia che i territori conquistati dai cristiani fossero inferiori a quanto si ritenesse e che l’Islam possedesse ancora grandi roccaforti in Terra Santa. Lo stile di Fulcherio non è apprezzato da Guglielmo, avvezzo alla lettura degli autori classici, e sovente modifica la fonte. I due testi non corrispondono perfettamente, ma il più attendibile deve essere quello dello stesso Fulcherio, perché in alcuni frangenti Guglielmo sembra semplicemente applicare degli episodi classici alla storia che narra. L’impronta della narrazione risente, in queste citazioni, dell’influenza di filosofi romani stoici. Inoltre la maggior parte della storia di Guglielmo si concentra sulle attività dei condottieri della Crociata, non sulla massa dei partecipanti. Non stupisce il fatto che si metta in risalto l’aspetto cavalleresco dell’operazione, essendo il pubblico di riferimento quello cortese.

### Libro V
Nel quinto libro espone eventi scelti del regno di Enrico I fino al 1125 ca.
Le digressioni riguardano la crociata del re Sigfrido, Enrico V e le investiture, Guglielmo IX di Aquitania e Pietro vescovo di Poitiers, i riformatori monastici della Normandia, quelli inglesi e l’incorruttibilità dei santi della Gran Bretagna.
Guglielmo deve avere incontrato difficoltà e imbarazzo nella stesura di questo ultimo volume: tratta della storia a lui contemporanea e di personalità ancora vive e influenti al suo tempo. Inoltre la vicinanza cronologica impediva di poter spaziare tra diversi autori-fonte che avessero narrato gli eventi. Le basi di quest’ultimo libro sono per lo più documenti (lettere papali, lettere dei re, scambi personali tra i personaggi coinvolti).

## Lo stile
Lo stile della narrazione è elevato, come dimostra fin dal prologo una citazione da Virgilio (Eglolga 6, 10-11). Guglielmo riserva particolare attenzione all’accuratezza storica e alla ricchezza di aneddoti. Il dettato latino risulta comunque scorrevole. Si dimostra un conoscitore della lingua e della cultura antica e questi due fattori emergono con chiarezza. Grazie alla sua limpidezza espositiva e all’andamento lineare della sintassi si prestava alla diffusione per scopi didattici. Molto spesso l’autore accompagna le sentenze morali con citazioni desunte dalla patristica.

## La ricezione
La popolarità del testo deve essere stata ampia e immediata, come dimostra l’abbondante numero di codici sopravvissuti: i Gesta Regum ci sono giunti in 37 copie manoscritte, che rendono Guglielmo il terzo autore storico più diffuso del medioevo latino nel suo paese di origine, dopo Beda il Venerabile e Geoffrey di Monmouth.

## Edizioni dell’opera
L’edizione critica più recente, divisa in due volumi, risale al 2007 ed è a cura di M. Winterbottom e R. M. Thomson. Nel primo viene analizzata la tradizione manoscritta, proposto uno stemma codicum, riportato il testo latino con traduzione in lingua inglese. Il secondo volume è un ampio commento in cui sono riportati riferimenti, fonti e analisi testuali precise.
Una traduzione italiana - che non presenta testo latino e con un breve commento introduttivo - è offerta in Gulielmus Malmesburiensis, Gesta regum : le gesta del re degli Angli, Edizioni Studio Tesi, Pordenone 1992.

## Riferimenti